# Виноградова, Руфина Петровна
Руфина Петровна Виноградова (род. 13 ноября 1933, Ленинград) — советский и украинский биохимик. Доктор биологических наук (1986), профессор (1988); лауреат Государственной премии Украины в области науки и техники (1998).

## Биография
Окончив в 1956 году биологический факультет Киевского университета, работала там же на кафедре биохимии: ассистент, старший преподаватель, доцент; профессор (1986—2000). Преподавала нормативный курс биохимии, читала спецкурсы «Физико-химические методы в биохимии», «Молекулярные основы действия ферментов», «Белки», а также проводила спецпрактикумы по этим дисциплинам.
С 2000 года — ведущий научный сотрудник Института биохимии им. А. В. Палладина НАН Украины. Занималась созданием кафедры биотехнологии; позднее — ведущий научный сотрудник отдела научно-технической информации.
В 1967—1970 годы избиралась депутатом Советского районного совета депутатов трудящихся г. Киева.

## Научная деятельность
В 1964 году защитила кандидатскую диссертацию (научный руководитель — Давид Лазаревич Фердман), в 1986 — докторскую диссертацию.
Основные направления исследований:
- влияние высоких и низких доз ионизирующей радиации на регуляторный аппарат биосинтеза протеинов и на структурно-функциональные особенности строения хроматина лимфоцитов крови, разработка новых препаратов-радиопротекторов;
- история биохимии (формирование и становление научных школ в Институте биохимии им. А. В. Палладина).

Была учёным секретарём научно-методического совета по биологии Министерства образования Украины, членом государственной экзаменационной комиссии на биологическом факультете, членом специализированных учёных советов по присуждению учёных степеней докторов и кандидатов наук. Член специализированного совета по защите диссертаций по биохимии и биотехнологии в Институте биохимии им. А. В. Палладина.
Подготовила 6 кандидатов наук. Руководила более чем 450 дипломными и курсовыми работами.
Автор более 200 научных работ.

## Избранные труды
- Молекулярные основы действия ферментов : [Учеб. пособие для биол. спец. ун-тов]. — Киев : Вища школа, 1978. — 279 с. — 4000 экз.
- Ранние лучевые реакции регуляторных механизмов функционирования аминоацил-тРНК-синтетаз у млекопитающих : Автореф. дис. … д-ра биол. наук. — Киев, 1985. — 42 с.
- Виноградова Р. П., Цудзевич Б. А., Храпунов С. Н. Физико-химические методы в биохимии : [Учеб. пособие для биол. спец. вузов]. — Киев : Вища школа, 1983. — 287 с. — 2000 экз.
- Кучеренко М. Є., Бабенюк Ю. Д., Васильєв О. М., Виноградова Р. П., Войціцький В. М. Біохімія : підручник для студ. вищ. навч. закладів. — К. : Видавничо-поліграфічний центр «Київський університет», 2002. — 480 с.
- Кучеренко Н. Е., Виноградова Р. П., Литвиненко А. Р. и др. Биохимический справочник. — Киев: Высшая школа, Издательство при КГУ, 1979. — 304 с.
- Сергій Васильович Комісаренко / [уклад. бібліогр. покажч.: В. М. Данилова, Р. П. Виноградова, О. І. Войцехівська]. — К. : Академперіодика, 2013. — 141+44 с. — (Біобібліографія вчених України). — 300 экз.

## Награды
- Почётные грамоты Киевского национального университета, Минвуза СССР и Украины.
- Медали:
  - «За доблестный труд. В ознаменование 100-летия со дня рождения В. И. Ленина» (1970),
  - «В память 1500-летия Киева» (1982),
  - «За достигнутые успехи в развитии народного хозяйства СССР» (1985).
- Диплом победителя конкурса как лучший преподаватель Киевского университета (1988).
- Государственная премия Украины в области науки и техники (1998) — за учебник «Биохимия» (1995).
- Нагрудный знак «Петро Могила» (2009) — за развитие высшей школы.